# Lente

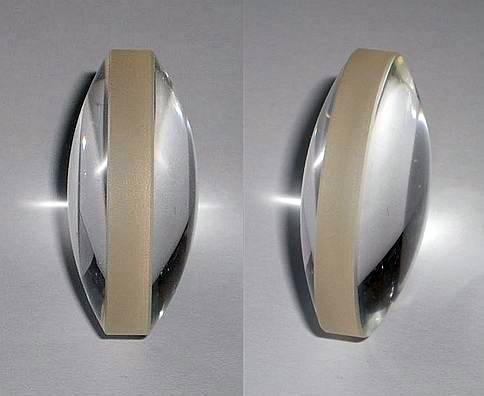
Una lente

Una lente o lente semplice, in ottica, è un sistema ottico centrato, costituito da 2 diottri rifrangenti adiacenti, dove almeno uno è curvo. La lente converge o diverge i raggi luminosi, mediante rifrazione; e in varie forme, viene usata per diversi scopi e in diversi ambiti collegati alla tecnologia ottica e in oculistica, come ausili visivi negli occhiali da vista o negli occhiali da lettura (lenti oftalmiche). Il principio della lente deriva dalla rifrazione della luce del prisma; tuttavia, una lente può focalizzare la luce per formare una immagine, mentre un prisma la rifrange, ma non può focalizzarla. Si chiamano "lenti" anche quei dispositivi che focalizzano o disperdono in modo simile le onde e le radiazioni diverse dalla luce visibile.
Le lenti sono generalmente realizzate con materiali trasmissivi trasparenti, come vetro o plastica, e sono molate, lucidate o modellate nella forma richiesta, per rispondere alle tipiche esigenze di imaging (ottica delle immagini). In alcuni casi posso essere composte di materiali speciali, minerali e cristalli, anche colorati, per diversi scopi. E infine esistono anche le lenti organiche: il cristallino dell'occhio è una lente biconvessa di materiale organico, come la cornea, ma questa è a menisco.
In un sistema ottico complesso, una lente semplice, costituita da un unico pezzo di materiale, è detta anche "elemento", mentre una lente composta, costituita da diverse lenti semplici, è detto "gruppo", e solitamente è costituito da almeno due o più elementi centrati e disposti lungo un asse ottico comune, tipo il doppietto acromatico.
Vari elementi e/o gruppi, vengono spesso assemblati insieme, nella costruzione degli obiettivi per cine-foto-video-tele-camere, e di vari strumenti ottici come binocoli, cannocchiali, microscopi, oculari e telescopi. 

## Storia

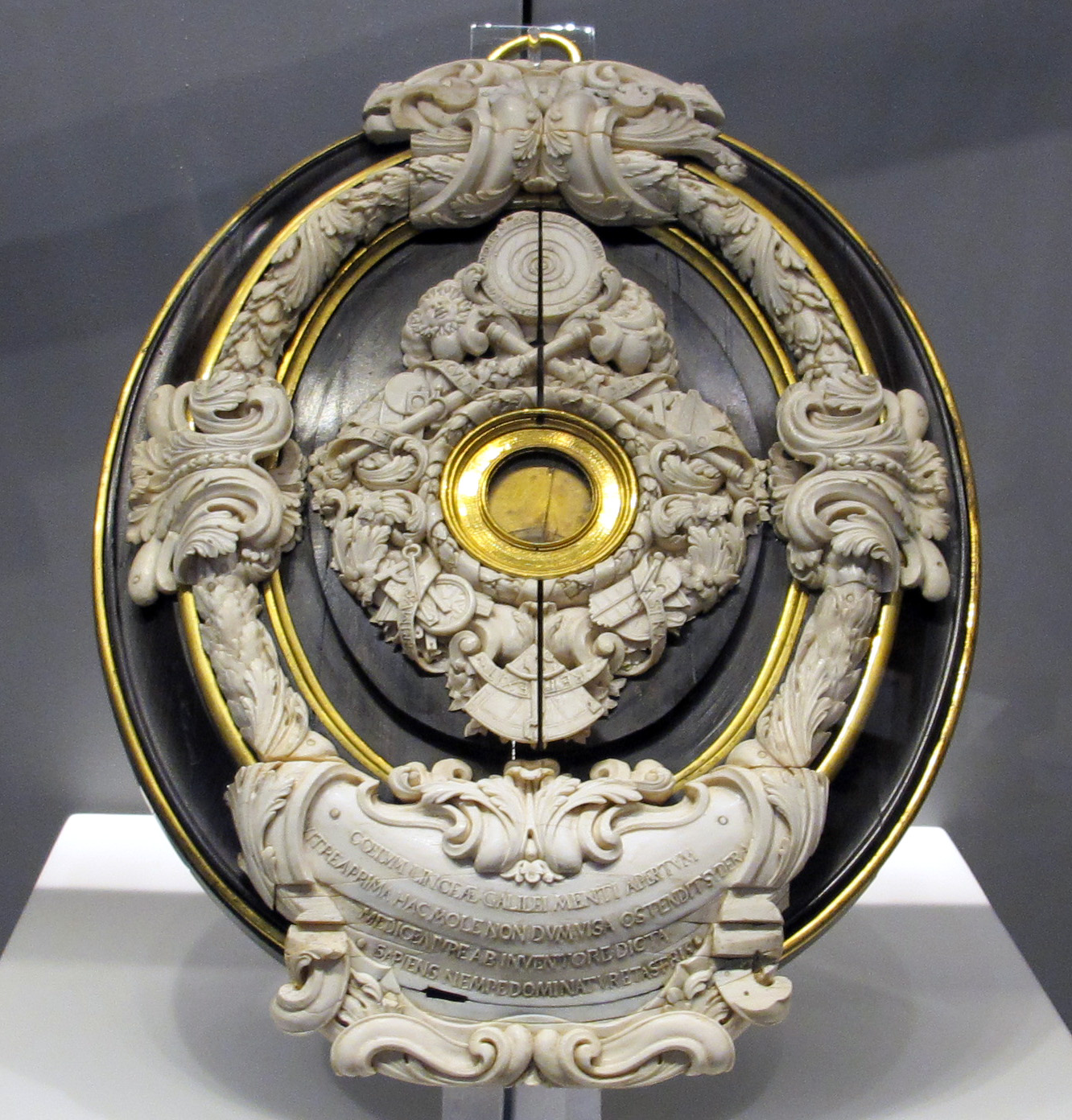
Lente obiettiva di Galileo Galilei (XVII secolo, Museo Galileo di Firenze).

L'etimo di "lente" deriva dal latino lens, lentis, "lenticchia", per la forma della lente convergente (biconvessa) che assomiglia a quella tipica del seme di questo legume.
L'evidenza archeologica di lenti il cui uso è riconducibile all'ottica, che cioè non siano state classificate come elementi decorativi, risale al VII secolo a.C. 
La lente piano convessa di Nimrud rappresenta la prima evidenza archeologica della fabbricazione di lenti. Fu scoperta a Nimrud da Austen Henry Layard nella sala del trono del palazzo di Sargon II. Il fatto che il re assiro abbia usurpato il regno a Salmanassar V nel 721 a.C. consente una datazione abbastanza precisa dell'oggetto. La lente è oggi esposta al British Museum. È in corso una disputa accademica sul suo uso: semplice lente di ingrandimento, come ritenne Layard, monocolo per la correzione della vista, oppure obiettivo semplice di un telescopio. La risposta è che più o meno funzionerebbe in tutti e tre i casi, ma con la migliore propensione a lente di ingrandimento, che potrebbere anche funzionare per la presbiopia; mentre, sarebbe meno probabile che possa correggere una vista ipermetrope nella visione da lontano, o come obiettivo telescopico, avrebbe il grave difetto della aberrazione cromatica e tuttavia, al sistema mancherebbe un oculare, per poter funzionare. 
Nel 1983 nella grotta del Monte Ida a Creta sono state rinvenute due lenti di ingrandimento di buona fattura, ottenute tagliando in forma piano convessa cristalli di rocca. La loro buona costruzione ne consente l'uso come lenti di ingrandimento: una di esse con diametro di 8 mm ha un ingrandimento utile di 7x. La loro datazione, anche se abbastanza incerta, viene situata attorno al VI secolo a.C.
Al Museo archeologico di Rodi è esposto un reperto proveniente da Ialiso e datato tra il VI ed il VII secolo a.C. che consiste di una serie di tre lenti realizzate in cristallo di rocca ed incastonate in cornici di bronzo dotate di una piccola protuberanza che ne consente la presa. Le lenti di diverso potere diottrico sono piano-convesse ed hanno un diametro di circa 1,5 cm. Le cornici di bronzo riportano simboli che consentono l'identificazione dell'ingrandimento della lente. Sarebbero state utilizzate per lavori di oreficeria e per l'incisione di sigilli.
Le prime informazioni scritte sull'uso di lenti risalgono all'antica Grecia, grazie alla commedia Le nuvole di Aristofane (424 a.C.), in cui si fa menzione della lente come strumento per concentrare i raggi solari e accendere il fuoco.
Plinio il vecchio (23-79 d.C.) riferisce che le lenti per accendere il fuoco erano note ai tempi dell'impero romano e ne menziona il primo uso come strumento di correzione ottica: durante i giochi, Nerone guardava i gladiatori attraverso uno smeraldo di sezione concava, presumibilmente per correggere una miopia.
Seneca (4 a.C. - 65) descrive l'effetto ingrandente di un recipiente sferico di vetro pieno d'acqua. 
Il matematico arabo Alhazen, intorno all'anno 1000, scrisse il primo grande trattato di ottica, in cui descrive come nell'occhio umano il cristallino formi un'immagine sulla retina.
L'utilizzo più comune (di massa) delle lenti, non si ha comunque fino all'invenzione degli occhiali, probabilmente avvenuta in Italia intorno al 1280.

## Tipi di lente
Il tipo più comune è rappresentato dalle lenti sferiche, le più semplici da realizzare, caratterizzate dall'avere le due superfici opposte costituite idealmente da porzioni di superfici sferiche, con relativi raggi di curvatura {\displaystyle R_{1}} e {\displaystyle R_{2}}. 
Il segno di {\displaystyle R_{1}} determina la forma della superficie: se {\displaystyle R_{1}} è positivo la superficie è detta convessa, se negativo la superficie è detta concava, se {\displaystyle R_{1}} è infinito la superficie è piana o piatta. E lo stesso vale per la superficie opposta {\displaystyle R_{2}} lungo il cammino ottico, ma con i segni invertiti.
La linea passante per entrambi i centri delle sfere ideali che generano le due superfici diottriche, è generalmente passante anche per il centro geometrico della lente, ed è detta asse o asse ottico.
Le lenti sono classificate secondo la curvatura delle due superfici (o dei due diottri):
- biconvessa o semplicemente convessa se entrambe sono convesse,
- biconcava o concava se entrambe sono concave,
- piano-convessa se una è piatta e l'altra convessa,
- piano-concava se una è piatta l'altra è concava,
- concavo-convessa se sono una concava e una convessa.

Nell'ultimo caso, se le superfici hanno uguale raggio la lente si definisce menisco, anche se il termine è spesso usato anche per indicare una generica lente concavo-convessa.
Se la lente è biconvessa o piano-convessa un fascio di raggi paralleli all'asse che attraversa la lente viene "focalizzato" (cioè viene fatto convergere) su un punto dell'asse a una certa distanza oltre la lente, nota come distanza focale. Questo tipo di lente è detta positiva.
Se la lente è biconcava o piano-concava, un fascio collimato è fatto divergere e la lente è perciò detta negativa.
Il raggio uscente dalla lente sembra provenire da un punto dell'asse antecedente la lente. Anche questa distanza è chiamata distanza focale, ma il suo valore è negativo.

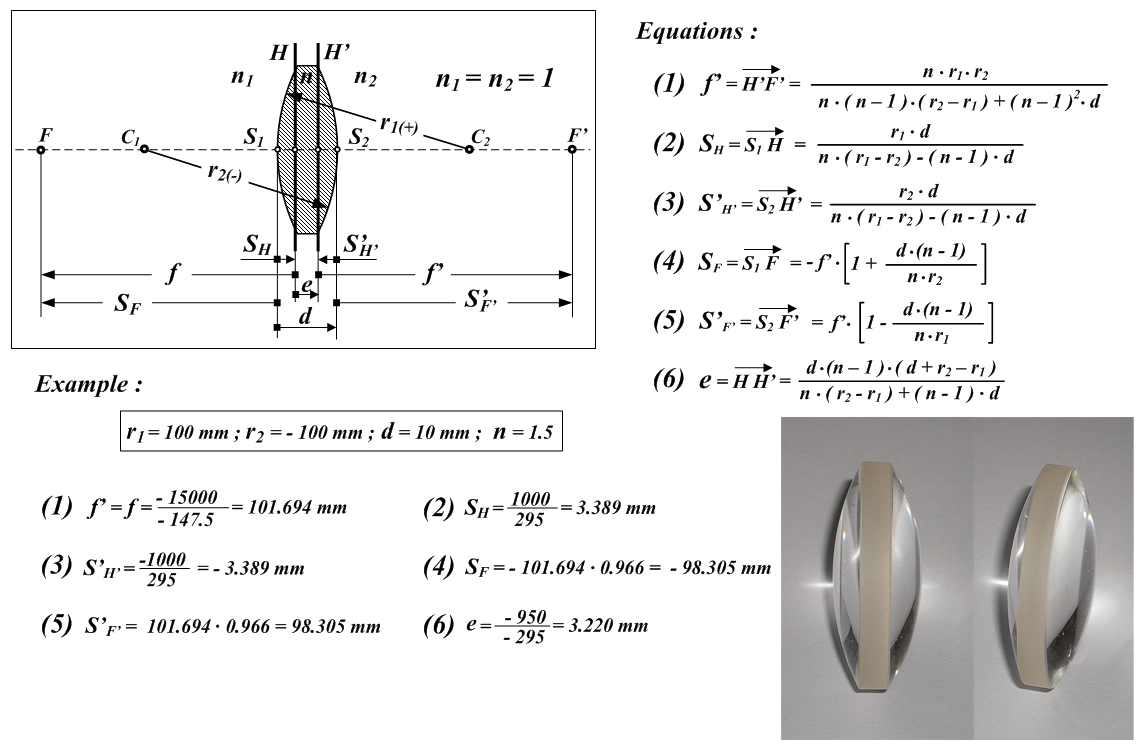
Determinazione dei punti e dei piani cardinali in una lente spessa.

Nella lente concavo-convessa, la convergenza o divergenza è determinata dalla differenza di curvatura delle due superfici. Se i raggi sono uguali il fascio luminoso idealmente non converge né diverge.
Il valore della distanza focale può essere calcolato con l'equazione:
{\displaystyle {\frac {1}{f}}=\left({\frac {n}{n'}}-1\right)\left[{\frac {1}{R_{1}}}-{\frac {1}{R_{2}}}+{\frac {(n-1)d}{nR_{1}R_{2}}}\right],}
dove:
- {\displaystyle n} è l'indice di rifrazione del materiale con cui è costituita la lente,
- {\displaystyle n'} è l'indice di rifrazione dell'ambiente in cui la lente è immersa,
- {\displaystyle d} è la distanza tra le due superfici o spessore della lente.

Se {\displaystyle d} è piccolo rispetto a {\displaystyle R_{1}} e {\displaystyle R_{2}}, si ha la condizione di lente sottile e {\displaystyle f} con buona approssimazione dato da:
{\displaystyle {\frac {1}{f}}=\left({\frac {n}{n'}}-1\right)\left[{\frac {1}{R_{1}}}-{\frac {1}{R_{2}}}\right].}
Il valore di {\displaystyle f} è positivo per le lenti convergenti, negativo per le divergenti e "infinito" per le lenti a menisco.
Il reciproco della distanza focale {\displaystyle \left({\frac {1}{f}}\right)} è detto potere diottrico, è espresso in diottrie con dimensioni metri−1.
Le lenti sono reversibili, ovvero le distanze focali sono le stesse sia che la luce le attraversi in un senso sia che le attraversi nell'altro, tuttavia alcune particolari proprietà come le aberrazioni non sono reversibili. 

### Lente asferica
Le lenti asferiche sono un particolare tipo di lente ottica con almeno una superficie non-sferica, ma asferica. Sono propriamente prodotte per risolvere le aberrazioni sferiche nei sistemi ottici, come gli obiettivi fotografici o quelli degli strumenti ottici per osservazione (binocoli, telescopi microscopi, ecc.)

### Lente oftalmica

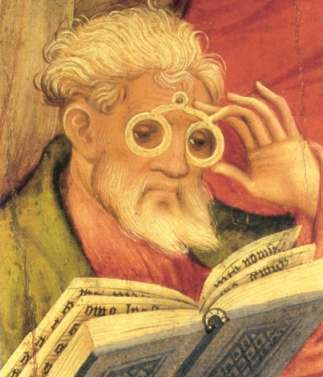
Occhiali da lettura

Le lenti oftalmiche sono particolari lenti progettate per l'occhio umano, e quindi per lavorare alle distanze tipiche degli occhiali o delle lenti a contatto. Le lenti oftalmiche vengono costruite per quel determinato occhio e per le eventuali ametropie che deve correggere. 
Un tipo semplice di lenti oftalmiche li si trova negli occhiali da lettura, quelli per la presbiopia.

## Formazione delle immagini
L'immagine ottica si forma dietro la lente, replicando la realtà che si trova di fronte, ma siccome la realtà è tridimensionale, anche l'immagine è tridimensionale, però è solitamente di dimensioni inferiori, a causa della rifrazione, tantoché, a maggiore potere diottrico (o potere di rifrazione), corrisponde anche una immagine più piccola.
In più, la rifrazione capovolge, specula e inverte l'immagine: così, ciò che era sopra, ora è sotto, ciò che era a destra, ora è a sinistra e ciò che era lontano, ora è vicino; infatti, il piano-immagine più vicino alla lente, e che è anche il piano che determina la lunghezza focale, è proprio il piano dove convergono i raggi paralleli che arrivano dal infinito. Da questo piano, l'immagine prosegue, lungo l'asse ottico, per altre due lunghezze focali, dove trova il piano-immagine che corrisponde al piano (nella realtà) distante due lunghezze focali dalla lente. Questo è il piano che divide in modo convenzionale la comune fotografia dalla fotografia-macro, in quanto la dimensione del oggetto reale, risulta uguale alla dimensione del oggetto nell'immagine: rapporto di ingrandimento 1:1. Oltre a questo rapporto, si entra nel campo di "lenti di ingrandimento" e "microscopi".
L'immagine ottica è costituita da infiniti punti-immagine che in teoria sarebbe possibile ingrandire in modo infinito, fino a vederne la reale consistenza atomica. Tuttavia, nella pratica ciò è impossibile, in quanto la lente stessa è limitata dalla diffrazione della sua apertura, per cui, l'immagine che forma è limitata in ingrandimento. Ciò limita ad esempio l'ingrandimento di un telescopio, oltre il quale valore l'immagine perde definizione, fino a peggiorarne la visione (c'è qualche formula che determina questo, ma anche troppe variabili a differenziarne il risultato; tuttavia, in media è circa da 1 a 2 diametri di apertura in mm, es: apertura 50 mm ≈ ingrandimento max da 50x a 100x).
L'immagine ottica è tridimensionale e giace intorno all'asse ottico, come un kebàb giace intorno allo spiedo, ma in ogni caso la si osserva e/o la si riprende solitamente in modo bidimensionale, un piano ortogonale alla volta, una "fetta" alla volta, come succede anche nel occhio, sul piano focale della retina, oppure sullo schermo di messa a fuoco o sul piano pellicola/sensore, di una cine-foto-videocamera, ecc. Naturalmente, l'immagine ottica di una lente (o di un obiettivo) la si può osservare anche con un oculare (che funziona come una lente di ingrandimento o un debole microscopio), tuttavia finirà pur sempre sul piano bidimensionale retinico.
Questo comporta che i punti-immagine lontani, dal piano focale scelto (tramite la messa a fuoco), appaiano di dimensioni maggiori e sempre più visibili come dei dischi (invece che punti) via-via più grandi, in proporzione alla distanza dal piano focale.
La forma del disco riflette la forma dell'apertura della lente: se l'apertura (di solito circolare) fosse chiusa con un diaframma a forma romboidale (ad esempio), i vari punti immagine, avrebbero tutti quella forma, anche quelli apparentemente invisibili. A questo punto, siccome le fotografie come la retina del occhio, son per ora solo bidimensionali, è possibile scegliere un solo ed unico piano focale alla volta, un solo piano di messa a fuoco per ogni fotografia; e dunque tutti gli strumenti ottici, necessiatano di una regolazione del fuoco.
Come si è detto una lente positiva o convergente focalizza un fascio collimato parallelo all'asse in un punto focale, a distanza {\displaystyle f} dalla lente. Specularmente, una sorgente luminosa collocata nel punto focale produrrà attraverso la lente un fascio di luce collimato.
Questi due casi sono esempio di immagini formate dalla lente. Nel primo caso un oggetto posto a distanza infinita è focalizzato in un'immagine su un piano posto alla distanza focale, chiamato piano focale. Nel secondo caso un oggetto posto nel punto focale forma un'immagine all'infinito.
Date le distanze {\displaystyle S_{1}} tra lente e oggetto e {\displaystyle S_{2}} tra lente e immagine, per una lente di spessore trascurabile vale la formula:
{\displaystyle {\frac {1}{S_{1}}}+{\frac {1}{S_{2}}}={\frac {1}{f}}}
da cui deriva che se un oggetto è posto a distanza {\displaystyle S_{1}} sull'asse della lente positiva di focale {\displaystyle f}, su uno schermo posto a distanza {\displaystyle S_{2}} si formerà l'immagine dell'oggetto.
Questo caso, che vale per {\displaystyle S_{1}>f} è alla base della fotografia. L'immagine così formata è detta immagine reale.
Si noti che se {\displaystyle S_{1}<f}, allora {\displaystyle S_{2}} diviene negativo, e l'immagine si forma apparentemente dallo stesso lato dell'oggetto rispetto alla lente. Questo tipo di immagine, detta immagine virtuale, non può essere proiettata su uno schermo, ma un osservatore vedrebbe attraverso la lente una immagine in quella posizione.
Una lente di ingrandimento genera questo tipo di immagine e il fattore di ingrandimento {\displaystyle M} (detto anche magnificazione) è dato da:
{\displaystyle M=-{\frac {S_{2}}{S_{1}}}={\frac {f}{f-S_{1}}}}
se {\displaystyle |M|>1} l'immagine è più grande dell'oggetto. Si noti che il segno negativo, come è sempre per le immagini reali, indica che l'immagine è capovolta rispetto all'oggetto. Per le immagini virtuali {\displaystyle M} è positivo e l'immagine è diritta.

Nel caso speciale in cui {\displaystyle S_{1}=\infty }, si ottiene {\displaystyle S_{2}=f} e {\displaystyle M=-{\frac {f}{\infty }}=0}
Questo corrisponde a un fascio collimato focalizzato in un punto alla distanza focale. La dimensione del punto in realtà non è nulla nemmeno per lenti perfette e prive di aberrazioni, poiché la diffrazione impone un diametro minimo del punto, che limita la risoluzione dell'immagine secondo il criterio di Rayleigh.
La formula precedente può essere applicata anche a lenti divergenti indicando la distanza focale con segno negativo, ma queste lenti possono dare solamente immagini virtuali.
Il centro ottico di una lente è, per definizione, il punto posto sull'asse principale in cui un raggio luminoso, attraversandolo, non subisce alcuna deviazione.

## Fabbricazione
Il primo passaggio per la progettazione di ogni lente è la scelta del materiale, che può essere il vetro (normale, vetro flint, vetro crown, ecc.), un cristallo minerale come il quarzo o il berillo, o oggigiorno un materiale plastico. La scelta è funzione della destinazione d'uso, dello spettro elettromagnetico trattato, della robustezza e deformabilità meccanica, della riduzione delle aberrazioni e soprattutto il costo finale. Il costo di una lente sale notevolmente con l'aumentare della qualità ottica, dovuta alla purezza dei materiali e alle particolari lavorazioni della superficie.
Lenti di plastica economiche possono essere semplicemente stampate, mentre lenti destinate a strumenti ottici di qualità vengono prodotte per successivi passaggi di molatura e lucidatura fino a raggiungere la curvatura necessaria. La lucidatura viene effettuata con polveri abrasive a bagno di acqua o balsamo. Per raggiungere gradi di lucidatura molto elevati si usa anche polvere di diamante e ossido di cerio.
Al termine la lente può essere rivestita con un materiale metallico o non (coating) allo scopo di ottenere alcune particolari caratteristiche, come l'antiriflesso, l'antigraffio, l'antiappannante, il filtro UV, il fondo riflettente per gli specchi ecc.
I materiali usati nei rivestimenti antiriflesso hanno un indice di rifrazione intermedio tra il vetro e l'aria in modo da addolcire il passaggio da un indice all'altro.

## Aberrazioni
La formazione di immagini da parte delle lenti non è perfetta, ma esiste sempre un certo livello di distorsioni, più propriamente dette aberrazioni ottiche. Particolari soluzioni progettuali e l'uso di materiali speciali consentono di minimizzare questi effetti negativi. Le aberrazioni si suddividono in 5 tipi:
- Aberrazione sferica
- Coma
- Astigmatismo dei fasci obliqui
- Aberrazione cromatica
- Diffrazione

## Sistemi di lenti multiple
Per ridurre gli effetti delle aberrazioni e ottenere caratteristiche migliori, diverse singole lenti possono essere combinate a formare un sistema ottico complesso. Il caso più semplice si ha quando le lenti sono messe a contatto: date due lenti sottili con distanze focali {\displaystyle f_{1}} e {\displaystyle f_{2}}, la distanza focale combinata è data da:
{\displaystyle {\frac {1}{F}}={\frac {1}{f_{1}}}+{\frac {1}{f_{2}}}}.
Si può osservare che il potere diottrico {\displaystyle \left({\frac {1}{f}}\right)} di lenti sottili in contatto è additivo.

## Impieghi
Uno dei principali impieghi della lente è in ottica per la correzione, per mezzo di occhiali e lenti a contatto, dei difetti visivi quali la miopia, l'ipermetropia, l'astigmatismo e la presbiopia.
Un altro uso si ha negli strumenti ottici quali il telescopio, il binocolo, il microscopio, il teodolite ecc. È un oggetto fondamentale nella fotografia.
Una singola lente montata su un manico o altro supporto è usata per ingrandire l'immagine di oggetti e scritte (lente d'ingrandimento).

### Materiali
- CR39
- Lantanio
- Policarbonato